# Saint-Bérain (Haute-Loire)
Saint-Bérain is een gemeente in het Franse departement Haute-Loire (regio Auvergne-Rhône-Alpes) en telt 102 inwoners (2009). De plaats maakt deel uit van het arrondissement Brioude.

## Geschiedenis
Tijdens de periode van de Nationale Conventie van 1792 tot 1795 van de Franse Revolutie heette de plaats tijdelijk La Roche-Bérain.

## Geografie
De oppervlakte van Saint-Bérain bedraagt 12,9 km², de bevolkingsdichtheid is dus 7,9 inwoners per km².
De onderstaande kaart toont de ligging van Saint-Bérain (Haute-Loire) met de belangrijkste infrastructuur en aangrenzende gemeenten.

## Demografie
Onderstaande figuur toont het verloop van het inwonertal (bron: INSEE-tellingen).